# Gózon Imre
Gózon Imre (Ógyalla, 1826. október 25. – Szentgyörgyvölgy, 1918. január 18.) református tanító, helytörténész és amatőr régész, a veleméri Szentháromság-templom megmentője.

## Élete
Komárom megyében született. Tanulmányai nem fejezte be, mert vándorszínésznek állt — közben írt és fordított is. 1848–49-ben honvédként harcolt, 1849-ben súlyosan megsebesült.
Miután leszerelték, tovább színészkedett és írt, majd a Pápai Református Kollégiumban 1854-ben megszerezte tanítói diplomáját. Ezután a szentgyörgyvölgyi presbitérium meghívta tanítónak, és Gózon Imre élete hátralevő 43 évében ebben a faluban tanítóskodott.

## Tudományos munkássága
Szabadidejében nagy szorgalommal kutatta a falu és környéke, valamint gyülekezete történetét. Értékes régészeti leletanyagot küldött be a Nemzeti Múzeumba. Épületfelmérései a Kulturális Örökségvédelmi Hivatal irattárában tanulmányozhatók. Neki köszönhető, hogy a veleméri Árpád-kori templom freskói nem pusztultak el teljesen, ugyanis ő hívta fel Rómer Flóris figyelmét a szomszéd falu templomára. Kutatásainak elismeréseként felkérték a Műemlékek Országos Bizottsága tagjának.

## Emlékezete
1996-ban Szentgyörgyvölgy új iskolája Gózon Imre nevét vette fel. Az épület előtt felavatták mellszobrát, bent pedig emlékszobát alakítottak ki. (Az iskola 2012-ben nem működik.)